# Génération perdue (film, 1987)
Pour l’article homonyme, voir Génération perdue.
Série
Génération perdue 2
(2008)
Pour plus de détails, voir Fiche technique et Distribution.

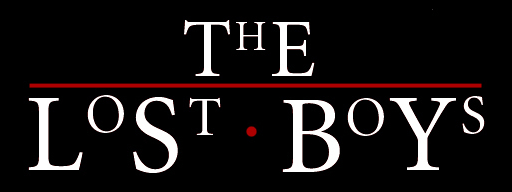
logo officiel du film Génération perdu

Génération perdue (The Lost Boys) est un film américain réalisé par Joel Schumacher et sorti en 1987.
Le film est un succès critique et commercial et est devenu culte. Il engendre une franchise avec notamment deux suites dans les années 2010 (Génération perdue 2 et Génération perdue 3 : L'Origine du mal) et des comics. Une série télévisée est en développement.

## Synopsis
Après un divorce difficile, Lucy Emerson emménage avec ses deux enfants, Michael et Sam, chez son père, un original adepte de la taxidermie vivant en Californie. En apparence paisible, la petite ville de Santa Carla, surnommée « capitale du crime » par ses habitants, semble renfermer bien des mystères. En effet, les disparitions non élucidées semblent être légions et il n'est pas rare de rapidement devenir la victime de « mystérieux kidnappeurs » capables de ne pas laisser la moindre trace derrière eux. Leur dernière victime en date étant un vigile de la fête foraine de Santa Carla s'étant interposé entre deux bandes de voyous lors de la première scène du film.
Progressivement, les deux frères refont leur vie, voguant entre leur nouvel habitat et les soirées à Santa Carla, entre concerts et fêtes foraines alors que leur mère obtient de son côté, un emploi dans un petit vidéoclub non loin de la plage. Elle y rencontre Max, le propriétaire avec qui elle se lie d'amitié.
Alors qu'ils assistent à un concert endiablé sur la plage, Michael y aperçoit une jeune femme qui ne le laisse pas insensible et part à sa recherche, temporairement en compagnie de son jeune frère, qui décide bien vite de partir de son côté pour mieux profiter de sa soirée. Sam fait alors la rencontre d'Edgar et Alan Frog, propriétaires d'une boutique de comics et qui lui font comprendre que la ville peut représenter un danger pour les nouveaux venus. En guise d'avertissement, ils lui offrent un comic d'horreur traitant des vampires. Malgré son refus premier, Edgar et Allan insistent, arguant que cela lui sauvera la vie. Toutefois, un vol à l'étalage par une bande de voyous coupe court à la conversation entre les deux frères et Sam. Ce dernier repart alors rejoindre son grand frère.
De son côté, Michael retrouve la jeune femme qui dit se nommer « Starr » et font brièvement connaissance avant d'être interrompu par David et ses amis, Dwayne, Marko et Paul, qui repartent en compagnie de la jeune femme, laissant Michael seul avec sa frustration en constatant que la jeune femme semble être en couple avec le chef de la bande.
Quelques heures plus tard, alors qu'ils profitent de leur butin, deux membres de la bande ayant dépouillé la boutique des frères Frog sont à leur tour attaqués et emmenés par les mystérieux kidnappeurs qui parviennent à les embarquer dans les airs après avoir arraché le toit de leur voiture.
Le lendemain, Michael et Sam repartent à nouveau à la plage, le premier étant toujours à la recherche de Starr et le second, lui, retournant à nouveau dans la boutique des deux frères afin de trouver la perle rare. Une fois de plus, Sam est plus ou moins pris à partie par les deux frères qui lui offrent un autre comic, toujours sur la thématique des vampires, arguant cette fois de le prendre, non pas comme une simple bande dessinée mais comme un manuel de survie, provoquant un peu plus son interrogation sur le sujet. De son côté, Michael retrouve la trace de Starr et est rapidement mis au défi par David de parvenir à les suivre en moto jusqu'à la falaise malgré sa moto moins performante. S'en suis alors une course poursuite leur faisant d'abord traverser la plage, puis une partie de la forêt avant d'arriver à la falaise où Michael manquera de peu de laisser la vie. Un affrontement bref éclatera entre le jeune homme et David, celui-ci réitérant à nouveau ses moqueries à l'égard de Michael, avant de finalement faire la paix et de l'inviter dans leur repère pour partager un repas. Durant celui-ci, Michael sera victime d'un bizutage sous la forme d'étranges hallucinations, à nouveau sous les moqueries de David et sa bande, alors qu'il voit se débattre dans deux boites-repas, des vers et des asticots. Bien qu'ayant repris ses esprits, il reste temporairement hagard face à ce qu'il a vu tandis que David l'invite à trinquer un coup en lui offrant ce qui semble être une bouteille de vin. Malgré les mises en garde de Starr le prévenant que la bouteille contient du sang, Michael esquisse un regard moqueur et boit un coup, scellant alors son entrée dans la bande et devenant le septième membre après Laddie et Starr.
La nuit continue pour la petite bande qui se rend à un vieux pont où passe le train de Santa Carla, et s'accrochent en dessous de celui-ci au dessus d'un vide brumeux. D'abord hésitant à les rejoindre, Michael s'accroche à son tour, se demandant le pourquoi d'un tel jeu qui a l'air d'amuser la bande. Michael comprend bien vite le pourquoi lorsque, lors du passage du train, le pont est pris de secousses, faisant lâcher prise à tout le monde progressivement, laissant rapidement Michael seul et suspendu, ce dernier pensant que David et les autres ont péri ; mais bien vite, les voix de ces derniers résonnent dans la nuit, le poussant à lâcher prise et à sauter à son tour. À bout de force, Michael lâche bientôt à son tour et tombe dans la brume.
Sans comprendre comment il s'est retrouvé là, Michael est à nouveau chez lui alors que son frère vient le réveiller agressivement, lui faisant comprendre qu'il est tard. Très vite, Michael commence à souffrir de la lumière et est forcé de porter des lunettes de soleil et son comportement change de plus en plus. Un coup de fil de sa mère survient et alors qu'elle lui demande de garder son petit frère afin de pouvoir passer une soirée avec Max, Lucy aborde le sujet des absences à répétition de Michael qui ne rentre plus qu'au milieu de la nuit et semble exaspéré à l'idée d'aborder le sujet. Toutefois, il accepte de tenir compagnie à Sam le temps de la soirée et les choses vont très rapidement s’accélérer. En début de soirée, Michael et Sam semblent devoir faire face à une attaque de jeunes en motos tournant autour de la maison mais lorsqu'ils se décident à ouvrir la porte, les événements cessent aussitôt comme s'ils n'avaient pas eu lieu. Perturbé par ce qu'il vient de se passer, Michael ordonne à son frère de rester à l'étage. Ce dernier en profite alors pour prendre un bain tandis que son grand frère monte la garde au rez-de-chaussée. Bien vite, celui-ci est pris d'atroces douleurs et son comportement le pousse à se rendre à la salle de bain dans le but de s'attaquer à son frère sans qu'il ne comprenne pourquoi. Il est alors repoussé et mordu à la main par Nanook, le chien de la famille. Surpris, Sam surgit de la salle de bain et constate la situation, ordonnant avec colère que son frère lui explique ce qu'il vient de se passer. Ayant retrouvé ses esprits, Michael réalise qu'il était sur le point de tuer son frère et que le chien l'en a empêché. Durant la dispute, Sam comprend alors la vérité : observant le reflet de son frère apparaissant seulement à moitié dans le miroir, il comprend que son frère n'est plus humain et s'enferme dans sa chambre afin de pouvoir appeler les frères Frog à l'aide. Ceux-ci lui intiment alors de tuer son frère mais Sam en est incapable. Edgar et Alan lui proposent alors de le faire à sa place.
En parallèle, en proie à l'angoisse en comprenant ce qui lui arrive, Michael refuse d'admettre la vérité mais finit par s'endormir pour rapidement se réveiller en train de flotter dans sa chambre, incapable de contrôler les pouvoirs qu'il développe et manquant de peu de s'envoler dans les airs par la fenêtre au point de supplier Sam de l'aider. Les deux frères décident alors de cacher la vérité à leur mère, cette dernière ayant entendu par le téléphone les hurlements de ses deux fils et ayant décidé de rentrer en urgence en laissant Max seul au restaurant. Mentant ouvertement, Sam explique qu'il a simplement eu peur à cause d'une histoire d'horreur qu'il lisait, comprenant que dire la vérité ne servirait à rien. Malgré la colère apparente de Lucy, l'histoire est très rapidement oubliée. Pendant ce temps, alors qu'il rentre chez lui, Max a la désagréable surprise de constater qu'il a eu de la visite et que ses visiteurs lui ont laissé un étrange cerf-volant avec une tête de vampire dessinée dessus. S'ensuit alors le même phénomène que celui vécu par Sam et Michael alors que surpris, Max observe et tente de comprendre ce qu'il se passe.
Michael, cherchant des réponses, se rend dans la tanière de David et ses acolytes et y trouve Starr à qui il demande des réponses. Celle-ci ne dira rien, visiblement honteuse et emplie de regrets et les deux passeront alors la nuit ensemble. Alors que les premières lueurs de l'aube pointent, Michael est réveillé à la fois par la lumière mais aussi ce qui semble être les cris de joie de David et ses amis. De plus, il constatera rapidement que la blessure que Nanook lui a infligé est déjà guérie, confirmant un peu plus son cheminement vers les ténèbres en tant que créature de la nuit et sa transformation progressive en quelque chose qu'il ne comprend pas encore.
Alors qu'il rentre chez lui, Michael est pris à partie par sa mère qui tente d'engager la conversation, comprenant que quelque chose ne va pas avec son fils et qu'elle est prête à l'écouter et à en discuter, sans succès. Souhaitant ensuite s'excuser de son départ brusque du restaurant le soir d'avant, Lucy décide de se rendre chez Max pour se faire pardonner et lui offrir une bouteille mais est attaquée par Thorn, le chien de Max qui manque de peu de la déchiqueter. À la suite de cela, Sam retourne chez les frères Frog afin d'obtenir plus de réponses à ses questions à la suite de ce qui est arrivé à sa mère. Persuadé que Thorn est un chien de l'Enfer (Ils sont cités comme les gardiens du sommeil des Maitres Vampires), il en vient à redemander conseil à Edgar et Alan. Ce dernier réitère d'ailleurs par rapport au fait qu'il faut déjà se débarrasser de Michael, ce que Sam refuse. Celui-ci pense que, comme dans la BD, tuer un chef vampire pourrait libérer son frère de son emprise, rajoutant que selon lui, Michael n'est encore qu'un demi-vampire. Edgar insiste une fois de plus, rajoutant que si Sam ne tue pas Michael de son plein gré, ils s'en chargeront à sa place.
Sam émet la possibilité que Max pourrait être un chef vampire car tout semble s'être accéléré depuis sa rencontre ; il parvient alors à convaincre les Frogs de suivre son plan, c'est-à-dire observer Max et enquêter son sujet afin de déterminer si sa théorie est juste. Au même moment et ne souhaitant pas en rester sur l'accident avec Thorn, Lucy décide d'inviter Max à la maison pour dîner. Sam décide alors d'appliquer son plan pendant le repas tandis que Michael, lui, s'absentera une fois de plus. Alors qu'il est sur le point de quitter la maison, il trouve Max sur le pas de la porte et ce dernier fait rapidement la connaissance du jeune homme avant de lui demander la permission d'entrer, ce que Michael lui accorde avant de quitter la maison.
Sam en profite alors pour présenter Edgar et Alan à la maison en demandant à sa mère s'ils peuvent rester pour le repas, ce qui est une excuse pour l'aider à mettre en route son plan afin de démasquer Max mais celui-ci s’avérera un fiasco total : il ne réagit pas comme prévu à l'ail dans la nourriture et encore moins à l'eau bénite renversée « inintentionnellement » sur lui, le test démontre qu'il est humain et que la thèse de Sam est fausse. Cela provoque à nouveau la colère du Lucy bien que Max tente de calmer le jeu en pensant qu'il s'agit simplement des actes d'un enfant un peu jaloux. Puis, comprenant que cette soirée semble déjà terminée, Max prend congé non sans avoir proposé un autre repas chez lui le lendemain soir, tandis que caché dans un coin de la maison, Mr Emerson Senior observe la situation, sans dire un mot.
Au même moment, Michael se confronte à David, lui ordonnant de lui répondre où se trouve Starr. En guise de réponse, David lui rétorque que son seul espoir de la revoir est de le suivre jusqu'à un coin isolé de la plage de Santa Carla. Une fois sur place, Michael et le groupe observent de loin une bande de surfeurs en train de faire la fête. C'est à ce moment précis que David explique que « l'initiation de Michael » touche à sa fin et qu'il est temps pour lui de passer le dernier test. Ils dévoilent alors leur véritable nature, celle de monstres qui terrorisent la ville et ses habitants depuis fort longtemps. S'ensuit alors un massacre durant lequel David et ses « frères » s'en donnent à cœur joie, laissant libre cours à leurs instincts de tueur tandis que l'aspect vampirique de Michael s'éveille face à l'effusion de sang, le transformant légèrement. Parvenant malgré tout à résister à l'appel du sang, il tente de s'éloigner de la plage, bien que rejoint rapidement par David et sa bande. Michael ne peut à présent plus nier la vérité : il n'est plus qu'humain qu'en apparence. Il ne vieillira plus jamais, il ne mourra jamais … mais il a besoin de sang pour survivre.
En panique, il rentre chez lui et demande de l'aide à son frère mais avant que la discussion ne puisse continuer, Starr fait son apparition sous la fenêtre de la chambre de Sam qui se trouve au premier étage et demande à entrer. Malgré le refus de Michael, celle-ci fait tout de même instantanément irruption dans la chambre, confirmant au passage qu'elle est aussi une créature de la nuit. Prise de remords, Starr vient se confesser mais avoue à Michael qu'il reste encore un espoir : tant que Michael n'a pas encore fait de victime, il peut redevenir humain s'il tue David, ce qui sauvera aussi Laddie et Starr. Elle prendra alors rapidement congé après avoir avoué à Michael qu'elle était censée le tuer à la base.
Sam prend alors les choses en main et rappelle les Frogs. Cette fois-ci, ils décident qu'il est temps d'en finir et prennent la direction du repaire de David, empruntant au passage la voiture de Mr Emerson Senior. Une fois sur place, les Frogs trouvent Laddie et Starr endormis. Projetant de les tuer, ils sont arrêtés par Michael qui leur ordonne de les laisser tranquilles et tandis que ce dernier fait sortir l'enfant et la jeune femme, Edgar, Alan et Sam plongent plus profondément dans le repaire de David, cherchant les cercueils éventuels des vampires, jusqu'à finalement trouver David et ses frères suspendus au plafond de la grotte à la manière des chauves-souris. Toutefois, ignorant qui est David, ils décident de commencer par le premier qu'ils voient mais se trompent de cible et tuent Marko, qui s'écroule et meurt dans d'atroces souffrances. Les hurlements du monstre réveillent les trois autres morts-vivants qui se jettent à la poursuite de Sam et des Frogs – ceux-ci échappent de justesse à David, se réfugiant dans une zone de lumière, obligeant David à reculer après avoir été brûlé par les rayons de la lumière. À la fois ravagé par la colère et la tristesse d'avoir perdu Marko, David n'aura que ces deux mots pour les garçons : « Cette nuit ! ». La menace est maintenant claire et David n'en restera pas là.
Comprenant que la bataille est loin d'être terminée, les Frogs et les Emerson en profitent pour préparer leur défense. Lucy étant déjà partie, Sam parvient à convaincre son grand-père de partir, lui mentant ouvertement en parlant d'un rendez-vous avec la veuve Johnson. Prêts à recevoir leurs « visiteurs », Edgar fait le point une dernière fois avec Sam et Alan, leur rappelant que lorsqu'un vampire meurt, il tente toujours d'emporter une victime avec lui et que donc, ils devront être constamment sur leurs gardes. La discussion tourne court lorsqu'au loin, ils entendent les aboiements de Nanook, resté dehors tandis que dans le ciel, David, Dwayne et Paul foncent en direction de la maison pour en finir. Parvenant de justesse à sauver le chien d'une mort certaine, tout le monde se réfugie dans la maison mais cela n’empêche pas David et ses frères de faire irruption, ce qui oblige les habitants à faire face. Alors que Edgar, Alan, Laddie et Starr sont réfugiés à l'étage, les Frogs décident d'en finir d'abord avec la jeune femme et le petit garçon mais sont vite interrompus par Paul qui engage le combat dans la salle de bain et domine très largement Edgar et Allan. Ces derniers répliquent en lui lançant de l'eau bénite à la figure et bien que brûlé, sa colère n'en est que plus noire à l'égard des deux frères qui voient Nanook leur sauver la vie en se jetant sur Paul et en le faisant tomber dans une baignoire remplie d'eau bénite et d'ail. L'effet est immédiat et Paul, au même titre que Marko, part dans la souffrance, se dissolvant progressivement dans la baignoire, ce qui a aussi pour effet de faire éclater toute la tuyauterie de la maison.
Au rez-de-chaussée, Sam se confronte à Dwayne et tente de l'abattre à l'arc. Pensant l'avoir atteint d'une première flèche, il réitère le tir lorsque Dwayne, hilare, se moque de lui pour l'avoir raté au premier. Le second tir fait mouche, touchant le vampire en pleine poitrine et l'empalant au passage sur la chaine hi-fi de la maison. La décharge qui s'ensuit est si violente qu'elle fait exploser la tête de Dwayne, emportant définitivement la créature de la nuit dans la tombe. Alors que Sam et Michael tentent de rejoindre l'étage, ce dernier est pris à partie par David. Pendant ce temps, Sam, ayant rejoint les Frogs, fait le point avec eux, mais ils sont interrompus par Laddie, victime de l'appel du sang et tentant de les massacrer à son tour. Déterminés à le tuer, les trois chasseurs de vampires improvisés voient Starr s'interposer, hurlant qu'il n'est qu'un enfant et leur interdisant de le toucher.
Au rez-de-chaussée, Michael fait à présent face à David. Comprenant qu'il n'a plus le choix, Michael fait appel à ses pouvoirs nouvellement acquis pour affronter David et pendant quelques secondes, les deux êtres font jeu égal. David refusant toutefois de tuer Michael, lui demande une nouvelle fois de rejoindre le camp des enfants perdus. Michael, mû par le désespoir, utilise ses dernières forces pour projeter David en direction des trophées de la maison et l'empaler, le tuant à son tour.
Toutefois, la situation ne semble pas changer et malgré la mort apparente de David, Michael, Starr et Laddie ne redeviennent pas humains. Les Frogs et Sam en déduisent alors qu'il existe encore un autre vampire actif dans le secteur et c'est à ce moment précis que Lucy et Max font irruption dans la maison. Tandis que Sam, Alan et Edgar tentent de justifier le chaos présent dans la maison, Max remarque le corps de David, sans vie et décide de se confesser, rétorquant que tout ce qui est arrivé est en réalité sa faute. Il avoue alors à Lucy que David et ses frères sont ses « fils » et qu'il est difficile de les éduquer sans une mère. Tous comprennent alors que Max est bien un chef vampire à l'exception de Lucy et que l'avoir invité le soir d'avant dans la maison l'a rendu invincible et donc, insensible à toutes les armes pouvant lui faire du mal. Max avoue de plus qu'il ne souhaitait qu'une seule chose : fonder une famille avec ses « fils » et ceux de Lucy. Il a donc ordonné à David d'intervenir afin de transformer les deux frères (le sang bu par Michael étant en réalité celui de Max), ce qui n'aurait donné qu'une seule possibilité à Lucy si elle voulait revoir Michael et Sam : devenir elle-même une créature de la nuit.
Le combat s'engage à nouveau mais Max, bien plus puissant que David et ses frères surpasse de très loin ceux qui lui font face et, ayant capturé Sam et menaçant de le tuer, pousse Lucy à venir à lui de son plein gré. N'ayant pas d'autre choix, elle est forcée d'accepter son chantage et est sur le point d'être transformée mais Mr Emerson Senior débarque à son tour au volant de sa voiture, cette dernière projetant au passage un immense pieu dans le corps de Max et le tuant donc définitivement dans une dernière gerbe de flammes.
La malédiction s'estompe et tous les demi-vampires redeviennent humains. Tandis que tout le monde semble heureux d'en avoir terminé avec cette horrible histoire, tous voient Mr Emerson Senior s'isoler, prendre une bière et rétorquer ces derniers mots à sa famille : « Ah ça alors, y a un truc à Santa Carla que j'ai jamais pu supporter, c'est bien ces saletés de vampires ! » démontrant qu'en réalité, il avait conscience de tout ce qu'il se passait autour de lui. L'histoire se termine sur cette dernière réplique.

## Fiche technique
Sauf indication contraire, les informations mentionnées dans cette section peuvent être confirmées par la base de données cinématographiques IMDb,  présente dans la section « Liens externes ».
- Titre original : The Lost Boys
- Titre français : Génération perdue
- Réalisation : Joel Schumacher
- Scénario : Janice Fischer, Jeffrey Boam et James Jeremias
- Direction artistique : Tom Duffield
- Décors : Bo Welch et R. Chris Westlund
- Costumes : Susan Becker
- Photographie : Michael Chapman
- Montage : Robert Brown (de)
- Musique : Thomas Newman
- Production : Harvey Bernhard et Richard Donner
- Société de production et distribution : Warner Bros.
- Pays de production :  États-Unis
- Langue originale : anglais
- Format : couleur - 2.35 : 1 - Dolby Digital - 35 mm
- Genre : comédie horrifique, fantastique
- Durée : 93 minutes
- Dates de sortie :
  - États-Unis : 31 juillet 1987
  - France : 13 janvier 1988

## Distribution
- Jason Patric (VF : Thierry Ragueneau) : Michael Emerson
- Corey Haim (VF: Damien Boisseau) : Sam Emerson
- Kiefer Sutherland (VF : Jean-François Vlérick) : David
- Corey Feldman (VF: Mathias Kozlowski) : Edgar Frog
- Jamison Newlander (en) (Vf : Rodolphe Schacher) : Alan Frog
- Jami Gertz (VF : Laurence Crouzet) : Star
- Edward Herrmann (VF : Jean-Claude Montalban) : Max
- Barnard Hughes (VF : Jacques Dynam) : grand-père Emerson
- Dianne Wiest (VF : Denise Metmer) : Lucy Emerson
- Brooke McCarter (en) : Paul
- Billy Wirth : Dwayne
- Alex Winter : Marko
- Chance Michael Corbitt : Laddie
- Alexander Bacon Chapman : Greg
- Nori Morgan : Shelly
- Kelly Jo Minter : Maria
- Christian Osbsorne : le batteur
- Tim Cappello (en) : le joueur de saxophone

## Production

### Genèse et développement
Après le succès de Vampire, vous avez dit vampire ? (1985), les studios hollywoodiens veulent produire d'autres films et surfer ainsi sur les films de vampires. Warner Bros. valide alors une idée imaginée par Richard Donner sur une bande d'enfants aux prises avec des vampires. Trop occupé par L'Arme fatale, Richard Donner délègue le poste de réalisateur mais demeure producteur. Il est d'abord remplacé par Mary Lambert, qui quittera finalement le projet pour « divergences artistiques ».. C'est finalement Joel Schumacher qui sera choisi comme réalisateur. Il demande que les enfants soient remplacés par des adolescents.

### Attribution des rôles
Jim Carrey et Fred Gwynne ont été envisagés pour les rôles respectifs de David et Max. Ben Stiller a auditionné pour un rôle.

### Tournage
Le tournage a lieu en Californie : à Santa Cruz (notamment au Santa Cruz Beach Boardwalk, Atlantis Fantasy World), monts Santa Cruz, Valencia et les Warner Bros. Studios de Burbank. Quels plans sont tournés à Mobile en Alabama . Il ne dure que trois semaines.

## Bande originale
La musique du film est composée par Thomas Newman. L'album contient cependant des chansons présentes dans le film. On retrouve plusieurs reprises comme celle de Good Times des Easybeats par INXS et Jimmy Barnes ou alors People Are Strange de The Doors par Echo & the Bunnymen.
Liste des titres
1. Good Times d'INXS et Jimmy Barnes – 3:49 (The Easybeats)
2. Lost in the Shadows (The Lost Boys) de Lou Gramm – 6:17
3. Don't Let the Sun Go Down on Me de Roger Daltrey – 6:09 (Elton John/Bernie Taupin)
4. Laying Down the Law d'INXS et Jimmy Barnes – 4:24
5. People Are Strange d'Echo & the Bunnymen – 3:36 (The Doors)
6. Cry Little Sister (en) de Gerard McMann – 4:46
7. Power Play d'Eddie & the Tide – 3:57
8. I Still Believe de Tim Cappello – 3:42
9. Beauty Has Her Way de Mummy Calls – 3:56
10. To the Shock of Miss Louise de Thomas Newman – 1:21
11. Ain't got no home de Clarence « Frogman » Henry - 2:28

## Clins d’œil
Le titre original The Lost Boys fait référence aux « Enfants perdus » de l'univers de Peter Pan créé par l'écrivain J. M. Barrie.
Dans sa chambre, Sam possède un poster de Rob Lowe. Joel Schumacher venait de le diriger dans St. Elmo's Fire (1985). Par ailleurs, dans la boutique de Max, on peut voir un exemplaire du film Les Goonies (1985) de Richard Donner (ici producteur) et également avec Corey Feldman.
Lucy est nommée ainsi en référence à Lucy Westenra, personnage du roman Dracula de Bram Stoker. Quant aux prénoms des frères Frog, Edgar and Alan, ils font référence à Edgar Allan Poe.

## Suites
Une première suite, Génération perdue 2 (Lost Boys: The Tribe), sort en 2008. Les héros principaux sont Chris et Nicole Emerson (interprétés par Tad Hilgenbrink et Autumn Reeser), les enfants de Star et Michael. À peine arrivés dans leur nouvelle ville, ils sont confrontés aux Vampires, dont le magnétique Shane Powers - Angus Sutherland. Le personnage de Shane est similaire à celui de David dans la version de 1987, rôle tenu par le frère d'Angus Sutherland : Kiefer. Corey Feldman y reprend son rôle d'Edgar Frog.
Génération perdue 3 : L'Origine du mal (Lost Boys: The Thirst), le 3e opus, est sorti en 2010. L'intrigue se recentre autour des frères Frog, les apprentis chasseurs de vampires du premier film. Devenus adultes, ils continuent à traquer les buveurs de sang. À noter que seuls Corey Feldman et Jamison Newlander sont présents dans les trois volets.
Le thème musical de la saga, Cry Little Sister est par ailleurs présent dans chaque opus.
Un quatrième film a été un temps envisagé, avec Corey Feldman, Jamison Newlander et Chance Michael Corbitt.

## Autres médias
Il existe également une mini-série de comics, Lost Boys-reign of frogs. Elle fait le lien entre les deux premiers films et éclaircit certains points sombres du premier volet. Elle a été publiée en un seul tome. Elle fut traduite en français en 2009, sous le titre de Génération Perdue - Reign of Frogs par l'éditeur Marvel Panini France. L'histoire révèle un peu plus la background des frères Frogs et leurs déboires avec les Nosferatus dans tout le pays. Les personnages de Sam et Nanook réapparaissent aussi. Toutefois, Michael et Starr sont absents bien qu'on apprenne qu'ils sont recherchés par la nation Vampire pour le meurtre de Max et ses fils.